# Šim'on Solomon
Šim'on Solomon (hebrejsky שמעון סולומון‎‎, * 5. srpna 1968 Etiopie) je izraelský politik a poslanec Knesetu za stranu Ješ atid.

## Biografie
Narodil se v Etiopii a v roce 1980 se přestěhoval do Izraele. Zaměřuje se na témata etiopské komunity v Izraeli. Do doby krátce před nástupem do parlamentu působil jako vzdělávací ředitel mládežnické vesnice Agozo šalom zřízení pro sirotky ve Rwandě. V letech 2005–2007 působil na izraelské ambasádě v Addis Abebě, pak řídil imigrační centrum ve městě Beerševa. Sloužil v izraelské armádě ve výsadkových jednotkách. Je majorem v záloze.
Ve volbách v roce 2013 byl zvolen do Knesetu za stranu Ješ atid.
Před volbami do Knesetu v roce 2015 oznámil, že nebude kandidovat. Nadále ovšem deklaroval, že bude pracovat ve stranických strukturách.